# Ašikovci
Ašikovci su selo u Požeško-slavonskoj županiji, a upravno pripada gradu Pleternici. 

## Zempljopisni položaj
Ašikovci su selo u istočnom dijelu Požeško-slavonske županije, između Pleternice i Kutjeva. U sastavu je grada Pleternica. Nalaze se na lokalnoj cesti L41062, Ž4030- Ašikovci -Knešci L41644.6km sjeveroistočno od grada Pleternice.

## Stanovništvo
U Ašikovcima prema popisu stanovništva iz 2011. godine žive 91 stanovnik.
| broj stanovnika | 108   | 113   | 147   | 169   | 177   | 179   | 185   | 203   | 217   | 204   | 169   | 150   | 141   | 88    | 84    | 91    | 67    |
|                 | 1857. | 1869. | 1880. | 1890. | 1900. | 1910. | 1921. | 1931. | 1948. | 1953. | 1961. | 1971. | 1981. | 1991. | 2001. | 2011. | 2021. |

## Gospodarstvo
Osnovna  gospodarska djelatnost je poljopriveda pošto je selo smješteno u plodnoj požeškoj kotlini. Ljudi se bavi i sa stočarstvom i vinogradarstvom.

## Kultura
U selu se nalazi kapela Pohod Blažene Djevice Marije, te ulazi u sastav župe
Svih svetih iz Požeških Sesveta, Požeški dekanat i Požeška biskupija.